# Hang in There Girl
Hang in There Girl es un álbum de estudio del cantautor estadounidense Freddie Hart. Fue publicado el 8 de abril de 1974 a través del sello discográfico Capitol Records.

## Recepción de la crítica
Un escritor no especificado de la revista Cash Box escribió: “Freddie siempre ha sido uno de los artistas más importantes de la escena country. Una fuerza rejuvenecedora que siempre ofrece una nueva canción con una frescura chispeante de la que gran parte de la música actual carece”.

## Lista de canciones
Todas las canciones escritas y compuestas por Freddie Hart, excepto donde esta anotado. 
| Lado uno |                         |                    |          |  |
| N.º      | Título                  | Escritor(es)       | Duración |  |
| 1.       | «Hang in There Girl»    |                    | 2:21     |  |
| 2.       | «Phoenix City»          |                    | 2:32     |  |
| 3.       | «Thanks but No Thanks»  | Hart George Richey | 2:47     |  |
| 4.       | «Let Me Be There»       | John Rostill       | 2:53     |  |
| 5.       | «Whatever Turns You On» |                    | 2:27     |  |

| Lado dos |                                        |                                           |          |  |
| N.º      | Título                                 | Escritor(es)                              | Duración |  |
| 1.       | «Till the Want-to's Out of Me»         |                                           | 2:04     |  |
| 2.       | «If Loving You Starts Hurting Me»      | G. Richey Earl Montgomery Carl Montgomery | 2:58     |  |
| 3.       | «A Little Bit of Heaven»               | Roger Bowling Paul Richey                 | 2:31     |  |
| 4.       | «Apologize»                            |                                           | 2:24     |  |
| 5.       | «The Most Beautiful Girl in the World» | Billy Sherrill Norro Wilson Rory Bourke   | 2:41     |  |

## Créditos y personal
Créditos adaptados desde las notas de álbum de Hang in There Girl.
Músicos
- Freddie Hart – voces, guitarra
- The Nashville Edition – coros

Personal técnico
- George Richey – productor, notas de álbum
- Bill McElhiney – arreglos
- Charlie Tallent – ingeniero de audio
- Lou Bradley – ingeniero de audio
- Roy Kohara – director artístico

## Posicionamiento

### Gráfica semanal
| Gráfica (1974)                                    | Pico de posición |
| ------------------------------------------------- | ---------------- |
| Estados Unidos (Billboard Hot Country LP's)       | 6                |
| Estados Unidos (Cash Box Top Country LP's)        | 2                |
| Estados Unidos (Record World Country Album Chart) | 4                |

### Gráfica de fin de año
| Gráfica (1974)                             | Pico de posición |
| ------------------------------------------ | ---------------- |
| Estados Unidos (Cash Box Top Country LP's) | 16               |